# سانیا ریچاردس-رس
سانیا ریچاردس-رس (به انگلیسی: Sanya Richards-Ross) ورزشکار زن رشتهٔ دو و میدانی اهل ایالات متحده آمریکا است. وی در بین سال‌های ‎۲۰۰۴ تا ۲۰۱۲ میلادی در مسابقات بازی‌های المپیک تابستانی در مجموع ۵ مدال، شامل ۴ مدال طلا و ۱ برنز را کسب کرد.